# Sonia Chang-Díaz
Sonia Rosa Chang-Díaz (Boston, 31 de marzo de 1978) es una política estadounidense y representa el Segundo Distrito de Suffolk en el Senado de Massachusetts. Ella es la primera latina electa al Senado de Massachusetts.

## Historia
Chang-Díaz tiene herencia china e hispana a través de su padre, Franklin Chang-Díaz; un físico costarricense-estadounidense y ex astronauta de la NASA. Sonia Chang-Díaz nació poco después de que su padre obtuviera su título de Doctor en Ciencias de MIT. Chang-Díaz creció en Newton (Massachusetts) donde su madre una estadounidense de herencia británica era una trabajadora social y en donde sus padres eran voluntarios activos en la comunidad.
Antes de alcanzar cargos de elección popular, Chang-Díaz fue profesora en el sistema escolar de Lynn, Massachusetts, profesora en el sistema de Escuelas Públicas de Boston, y directora de enlace en el Massachusetts Budget and Policy Center. Vive en Jamaica Plain, barrio de Boston, y está casada.

## Campañas para el Senado de Massachusetts
En 2006, la titular senadora estatal Dianne Wilkerson falló en presentar los documentos de nominación con suficientes firmas para la certificación en las elecciones primarias del Partido Demócrata, requiriéndole correr una campaña como candidata write-in para la nominación del partido. Chang-Díaz entró en la carrera como candidata “write in” también desafiando a Wilkerson en una minoría-mayoría distrital cubriendo un número de los barrios del centro de la ciudad de Boston. Wilkerson ganó la nominación y fue reelegida.
En 2008, Chang-Díaz desafió a Wilkerson de nuevo para la nominación del partido, con las dos candidatas apareciendo en la boleta electoral. En las elecciones primarias de septiembre de 2008, Chang-Díaz ganó la nominación demócrata. Chang-Díaz ganó las elecciones generales del 4 de noviembre de 2008 y asumió el cargo en enero de 2009.